# Монастирська світлиця
Монастирська світлиця (Монастирська хата; рос. Монастырская изба) — торт української[джерело?] кухні із трубочок промазаних кремом, що нагадують круглі колоди рубленої хати або ізби. Трубочки, як правило виготовлені з пісочного тіста, викладені на основу з тіста та одна на одну трикутником. Всередині трубочок як начинку використовують вишневі ягоди без кісточок. Зверху торт поливають розтопленим шоколадом, шоколадною глазур'ю або посипають шоколадними крихтами.
Існує багато варіацій торта, аж до використання готових млинців замість трубочок. Крем зазвичай класичний сметанний, але може бути і масляний, зі згущеним молоком, і масляно-заварний. Вишню без кісточок закладають всередину трубочок перед випіканням. Значно рідше «Монастирську світлицю» готують із чорносливом. Готовий торт обов'язково повинен добре просякнути.
В Україні цей торт готували вже в 50-х роках. Залежно від регіону України торт називали по-різному: Смерекова хата, Дрова під снігом, Вишенька. Джерело: народні перекази.
У Молдові цей торт відомий під назвою «Шапка Гугуце» (рум. Cuşma lui Guguţă), на честь однойменної книжки молдавського письменника Спиридона Вангелі. Існує версія, що торт «Монастирська світлиця» має саме молдавське коріння. Водночас у молдавській енциклопедії 1988 року під назвою «Шапка Гугуце» описано зовсім інший рецепт — торта із безе викладених у формі гірки.